# Урвище

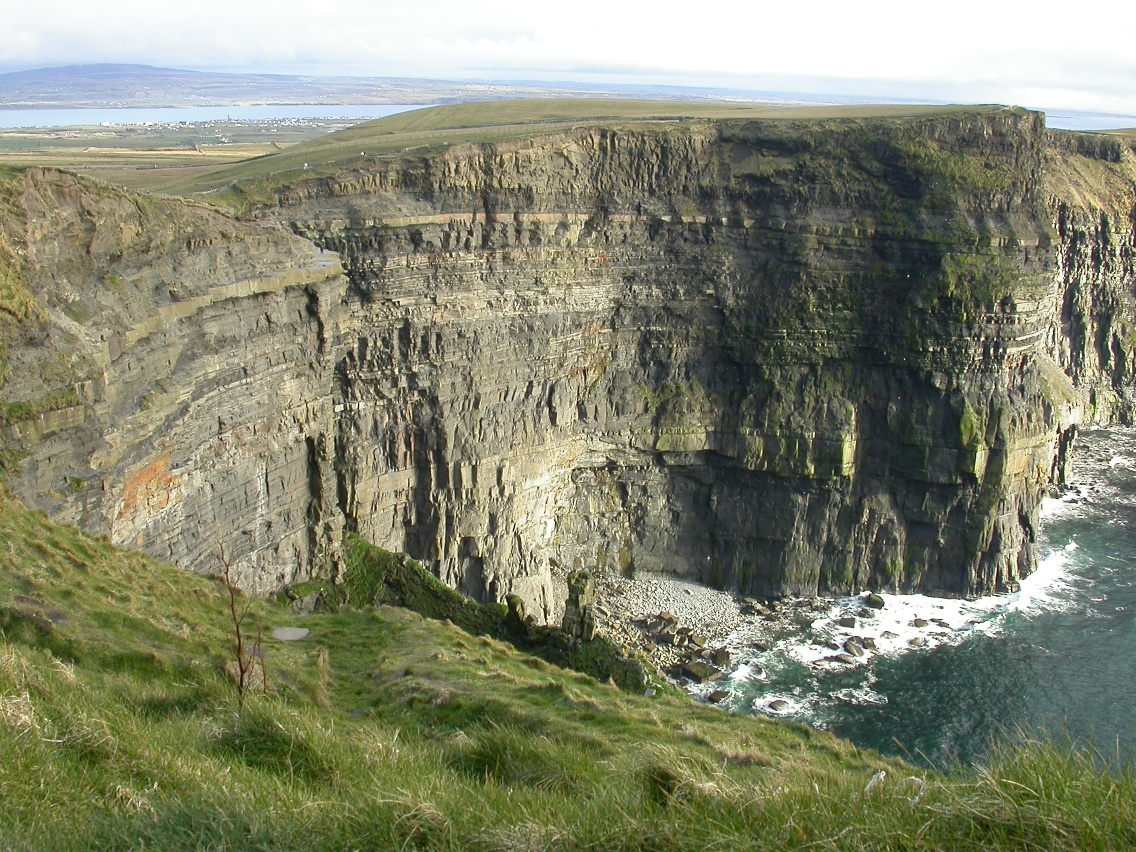
Круча Могер (Cliffs of Moher, Ірландія)

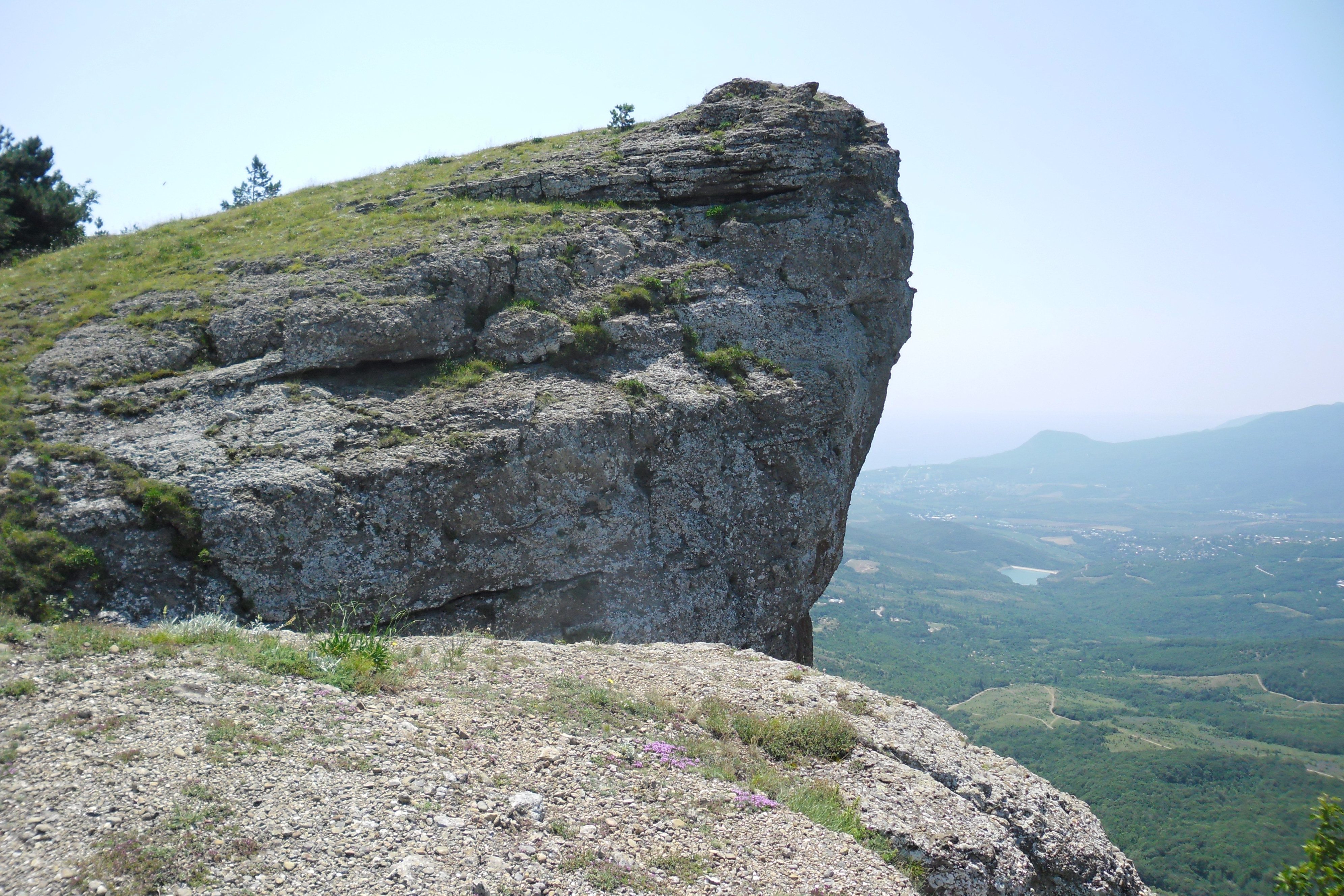
Обрив на Південній Демерджі, Крим, Україна)

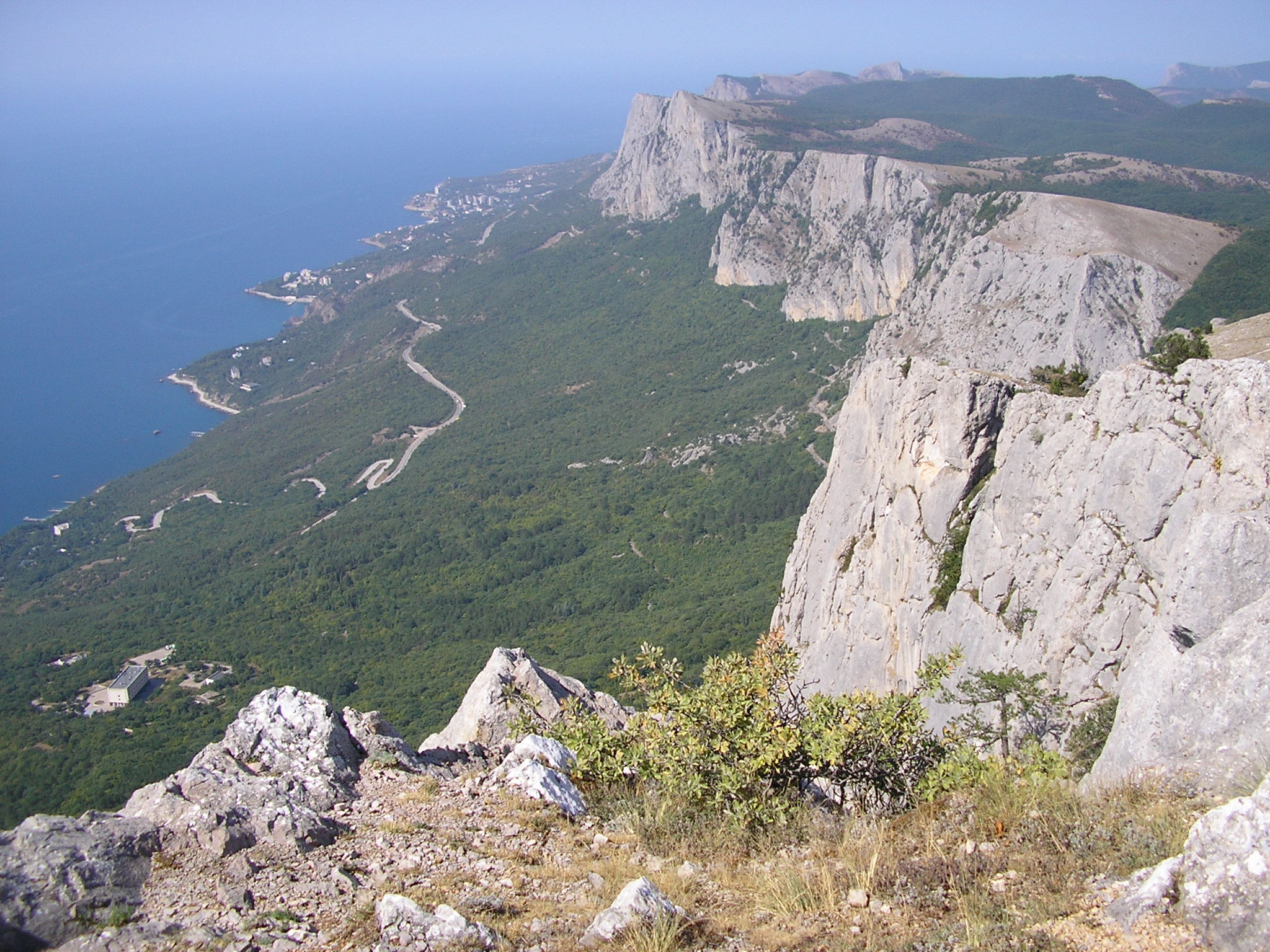
Ай-Петринська яйла обривається до Чорного моря.

У́рвище, круча, обри́в, крутосхил — прямовисний схил, що, наприклад, утворився в результаті геологічних процесів або руйнування корінного берега під дією прибою. Дуже круті урвища ще називають бе́ски́дами (бе́ске́дами, бе́ске́тами, збірн. беске́ття, беске́ддя).